# Ваефар
Ваефар (Ваефарий; лат. Vaefarius, нем. Vaefar; умер в 573) — герцог Алеманнии до 573 года.

## Биография
Основной средневековый исторический источник о Ваефаре — «Хроника» Мария Аваншского. Согласно ей, Ваефар был алеманнским герцогом (лат. dux) на службе правителей Франкского государства. Предполагается, что он подчинялся королю Бургундии Гунтрамну. Сохранилось кольцо, пожалованное королём Ваефару и являвшееся, вероятно, символом его герцогской власти. Этот артефакт хранится в Швейцарском национальном музее в Цюрихе. Предыдущим известным из источников правителем алеманнов был упоминавшийся в этом качестве в 560-х годах Магнахар. Во владения Ваефара входила территория Заюрского пага (лат. pagus Ultrajoranus): то есть земли между Юрскими горами и Альпами, в том числе, и Аваншская епархия. Смерть герцога Марий Аваншский датировал 573 годом. Преемником Ваефара был Теодефрид.